# KnightShift
KnightShift (polnischer Originaltitel: Polanie II) ist ein Computerspiel des polnischen Studios Reality Pump aus dem Jahr 2003. Es ist der offizielle Nachfolger zu Polanie, das in Deutschland von TopWare Interactive als Victory veröffentlicht wurde. Es beinhaltet zwei Modi mit unterschiedlichen Spielprinzipien, Computer-Rollenspiel und Echtzeit-Strategiespiel, die über eine Rahmenerzählung miteinander verknüpft sind. Veröffentlicht wurde Knightshift für Windows am 16. September 2003 über das Topware-Nachfolgunternehmen Zuxxez Entertainment, zu dem auch das Entwicklerstudio gehörte.

## Spielprinzip
Das Spiel ist ein Mix aus Echtzeitstrategie- und Rollenspiel. Während Spiele wie zum Beispiel Spellforce oder Warcraft 3 beide Genres verknüpfen, enthält Knightshift zwei separierte Spielmodi. Im anfänglichen Diablo-artigen Rollenspielmodus steuert man eine Figur aus der Vogelperspektive. Es gilt Quests zu lösen und seine Spielfigur zu verbessern. Im daran anschließenden Strategiemodus errichtet man dagegen zuerst eine Basis, in der Krieger und Arbeiter mit Hilfe der einzigen Ressource Milch rekrutiert werden. Das Spielziel ist dann, den Gegner zu vertreiben, seine Einheiten und Gebäude zu zerstören. Beide Modi bilden zusammen eine durchgängige, aufeinander folgenden Einzelspieler-Kampagne. Dazu gibt es einen Gefechtsmodus gegen den Computer und einen Mehrspieler-Modus.

### Rollenspielmodus

#### Handlung
Prinz Siegfried wurde von dem bösen Magier Boldwin vom Thron gestoßen und in eine Paralleldimension, den Nexus, verbannt. Der Priester Thadeus versucht nun, zusammen mit acht Helden den Prinzen zu retten. Im Rollenspielmodus (siehe oben) übernimmt der Spieler die Kontrolle über einen der Helden und muss Syff, die Königin der Unterwelt, besiegen, um Siegfried zu retten. Dabei durchquert der Spieler acht Kapitel und muss zahlreiche Nebenaufgaben lösen.

#### Spielbare Figuren
Amazone
Die Amazone ist eine leicht bekleidete Kämpferin, die mit Zauberstäben kämpft, sich mit magischen Ringen, Gürteln und Amuletten schützt und ein Spiegelbild von sich selbst erstellen kann.
Barbar
Der Barbar kann mit Nahkampfwaffen, wie Schwertern, Äxten und Keulen, umgehen, kann aber keine Rüstung tragen, sondern nur einen Helm und einen Schild.
Bogenschütze
Der Bogenschütze kann als Einziger mit Pfeil und Bogen umgehen und Fallen stellen. Auch er trägt keine Rüstung, dafür aber schützende Amulette.
Magier
Der Magier kämpft mit Zauberstäben und kann magische Fallen aufstellen. Zum Schutz trägt er magische Amulette, Ringe und Gürtel. Als einziger der Zauberkundigen im Spiel hat er die passive Fähigkeit, magische Angriffe zu reflektieren
Priesterin
Die Priesterin kämpft auch mit Zauberstäben und schützt sich durch magische Gürtel, Amulette und Ringe. Ihre besondere Fähigkeit ist der magische Schild.
Ritter
Der Ritter kämpft mit Schwertern, Äxten, Keulen und ähnlichen Waffen. Er trägt zusätzlich einen Schild, eine Rüstung und einen Helm.
Speerwerfer
Der Speerwerfer kämpft mit Speeren und ähnlichen Waffen. Diese kann er sowohl im Nah- als auch im Fernkampf einsetzen. Er schützt sich durch einen Schild, einen Helm und durch magische Amulette.

### Strategiemodus

#### Handlung
Die Kampagne beginnt, sobald die Mission des Rollenspiel-Parts erfolgreich abgeschlossen und der Prinz von Thadeus zurückgeholt wurde. Der Spieler hat nun die Kontrolle über Prinz Siegfried und versucht in den nun folgenden Missionen, das Land von Boldwin zu befreien:
Der lange Weg zum Thron
Prinz Siegfried wird von Thadeus mittels Teleportation aus Boldwins Gefangenschaft befreit. Der Prinz versucht nun, mithilfe des Ritters Lanzelot und einiger Gefolgsleute das Land von Boldwin und seinen Untertanen zu befreien.
Die Entführung der Prinzessin
Prinzessin Liza, die Verlobte von Prinz Siegfried, wird von Banditen entführt. Siegfried macht sich auf, um seine Geliebte zu retten, und muss dabei gegen Skelette und andere Ungetüme kämpfen.
Der Drache
Ein Dorf wird von einem Drachen angegriffen und größtenteils verbrannt. Die Dorfbewohner rufen den Prinzen zu Hilfe, der gegen den Drachen vorgehen soll. Davor muss er aber noch so manche Schutz- und Angriffsgegenstände finden. Seine Soldaten unterstützen ihn dabei.

### Skirmish
In diesem Modus kann der Spieler Gefechte gegen den Computer austragen. Dabei wählt man zuerst eine Karte, wobei jede Karte eine bestimmte Anzahl von Spielern/Gegenspielern aufzuweisen hat. Maximal können acht Spieler (d. h. sieben Gegner und ein Spieler) gegeneinander kämpfen.
Gebäude zerstören
Man hat gewonnen, wenn alle gegnerischen Gebäude zerstört sind. Es gibt verschiedene Gebäude, die man errichten kann, und jedes hat unterschiedliche Baukosten, Einheiten und Einheitenkapazitäten. Man kann alle Gebäude, bis auf die Kuhställe, mit besseren Waffen und besseren magischen Fähigkeiten aufrüsten.
Schlacht
Man hat gewonnen, wenn alle gegnerischen Einheiten vernichtet sind. Man startet mit einem Gebäude und kann keine mehr bauen, nur noch Einheiten produzieren.

#### Spielbare Figuren
Der Holzfäller
Baut Gebäude und kann auch in den Kampf ziehen. Er wohnt in einer Holzhütte.
Die Kuh
Die Kuh ist eine sehr wichtige Figur, da sie an die Kuhställe Milch und somit die Möglichkeit gibt, Neues zu kaufen und zu bauen. Sie lebt im Kuhstall.
Der Hirtenjunge
Er bringt Kühe dazu, schneller zu grasen, die somit mehr Milch produzieren. Der Hirtenjungen kann aber auch Kühe des Feindes auf seine Seite bringen und wilde Tiere zähmen. Er lebt im Kuhstall.
Der Bogenschütze
Der Bogenschütze hat die Fähigkeit, zu schleichen, um den Feind auszuspionieren. Er ist im Nahkampf unterlegen, hat aber die Möglichkeit, sich auf einen Wachturm zu stellen. Er lebt in einer Holzhütte.
Der Krieger
Der Krieger ist ein sehr starker Nahkämpfer. Er führt Schild, Helm, Rüstung und Schwert mit sich und lebt in einer Baracke.
Der Speerwerfer
Speerwerfer haben im Nahkampf bessere Chancen als Bogenschützen, da sie mit ihren Speer auch zustechen können und mit ihrem Helm und ihrem Schild besser ausgerüstet sind als sie. Wie die Krieger haben sie Baracken als Behausung.
Der Ritter
Der Ritter wohnt in einem Hof und ist einer der besten Kämpfer im Dorf und steigert außerdem die Kampfmoral seiner Mitstreiter.
Die Schwiegermutter
Sie ist in der Lage, feindliche Gebäude einzunehmen und bewirkt, dass Holzfäller schneller arbeiten. Ihre Behausung ist die Holzhütte.
Der Priester
Kann wilde Tiere herbeirufen, sich selber von einem Ort zum anderen teleportieren und einen Erkundungsraben losschicken. Er wohnt im Tempel.
Die Hexe
Die Hexe kann als einziger Charakter fliegen. Ihre einzige Gefahr sind Speerwerfer und Bogenschützen. Auch sie lebt im Tempel.
Die Priesterin
Sie hat die magischen Fähigkeiten, ein Unwetter herbeizurufen, manche Feinde auf ihre Seite zu bekehren und einen Schutzzauber für sich wirken zu lassen. Die Priesterin lebt im Turm des Hexenmeisters.
Der Hexenmeister
Der Magier wirft mithilfe seines Stabes Feuerbälle und kann einen Feuerhagel herbeirufen. Auch verwandelt er Gegner in Kühe. Auch er lebt im Turm des Hexenmeisters.

### Mehrspieler
Im Multiplayermodus können sowohl RTS- als auch RPG-Spiele ausgetragen werden.
Über das Earthnet ist es möglich im Internet zu spielen. Es sind auch Chatrooms und verschiedene Channels verfügbar.

## Sonstiges
Das Spiel enthält einen Karteneditor, mit dem eigene Karten für den Rollenspiel- und Strategiemodus erstellt werden können. Das Spiel enthält zwei Grafik-Engines; die eine unterstützt Grafikkarten mit T&L-Einheit, die andere ist für Grafikkarten mit Pixel-Shadern entwickelt.

## GameStar-Auseinandersetzung
Das Spielemagazin GameStar veröffentlichte in ihrer Ausgabe 10/2003 einen kritischen Test zu Knightshift, in der sie zahlreiche Programmfehler anprangerte und eine Spielspaßwertung von 69 % vergab. Zuxxez beklagte, dass die GameStar ihren Test nur auf Grundlage einer unvollständigen Entwicklungsversion erstellt habe, was die festgestellten Programmfehler und nachweisbare Fehldarstellungen des Tests erkläre. Das Unternehmen erwirkte daher eine einstweilige Verfügung gegen das Magazin, die die Verbreitung des Tests untersagte. Die GameStar wies diese Darstellung zurück. Es handele sich lediglich um kleinere Fehler, die keine Auswirkungen auf die Endnote hätten. Dennoch unterzeichnete der Verlag nach Darstellung Topwares eine Unterlassungserklärung und verpflichtete sich zum Abdruck einer ausführlichen Gegendarstellung von Zuxxez in der darauffolgenden Ausgabe der GameStar.

## Nachfolger
Ein Nachfolger mit dem Titel Knightshift 2: Curse of Souls wurde zwar angekündigt, nach mehrfachen Verschiebungen dann jedoch zugunsten des Rollenspiels Two Worlds eingestellt.